# Albina Łoginowa
Albina Łoginowa (ur. 7 sierpnia 1983 w Sarowie) – rosyjska łuczniczka, czterokrotna mistrzyni świata, drużynowa mistrzyni Europy. Startuje w konkurencji łuków bloczkowych.
Największym jej osiągnięciem jest złoty medal mistrzostw świata w Ulsan (2009) w konkurencji indywidualnej i drużynowej. W 2011 roku w Turynie wygrała rywalizację indywidualną. Dwa lata wcześniej w Lipsku zdobyła srebrny medal indywidualnie.